# Ekke Ozlberger
Ekke Ozlberger (né le 1er juillet 1891 à Trieste, Autriche-Hongrie, mort le 30 juin 1963 à Vienne) est un peintre et dessinateur naturaliste autrichien, spécialiste des portraits, des paysages et des nus, ostracisé après la Seconde Guerre mondiale en raison de son adhésion au parti nazi.

## Vie et Œuvre
Entre 1908 et 1912, l'artiste étudie auprès de Siegmund L’Allemand à l'Académie des beaux-arts de Vienne, puis pendant un an à l'Académie des beaux-arts de Munich. En 1913, il continue ses études à Vienne auprès d'Alois Delug, études qu'il termine en 1921, après une interruption de quatre années du fait de la mobilisation austro-hongroise de 1914. Il devient membre des associations d'artistes de l'Innviertler Künstlergilde (de) en 1925, puis de la Künstlerhaus en 1928.
Ozlberger adhère au parti nazi le 12 juin 1933, mais le parti se trouve interdit en Autriche une semaine plus tard, le 19 juin. Il devient à nouveau membre officiel du NSDAP le 1er août 1938, quelques mois après l'Anschluss,l'annexion de l'Autriche par le Troisième Reich. Mais il n'a même pas le temps de recevoir sa carte de membre qu'il se trouve exclu du parti après qu'il a été découvert que son épouse était en partie juive. Le peintre divorce de son épouse le 20 novembre 1940, mais sa candidature pour adhérer au parti nazi échoue à nouveau : il est forcé de retirer sa demande le 6 mars 1941, et voit son adhésion de 1933 rétrospectivement annulée. Pour toutes ces raisons et en dépit de ses sympathies nazies, Ozlberger n'est techniquement pas obligé de s'inscrire au registre des anciens nazis, au regard des critères de la Verbotsgesetz 1947, loi constitutionnelle qui règlemente la dénazification en Autriche.
L'artiste est exclu de la Künstlerhaus en 1945, en raison de ses liens avec la Chambre des beaux-arts du Reich durant la Seconde Guerre mondiale. En raison notamment des particularités administratives de son adhésion à l'idéologie nazie, Ozlberger est le dernier artiste compromis avec le Troisième Reich à se trouver réintégré à la Künsterhaus, le 30 mai 1952.
Ozlberger a participé aux épreuves artistiques des Jeux olympiques de Berlin en 1936 et de ceux de Londres en 1948.

## Postérité
En 2021-2022, Ozlberger fait partie des artistes exposés dans l'exposition « En ligne : Politique de l'art nazie à Vienne » (Auf Linie: NS-Kunstpolitik in Wien), présentée au musée de Vienne dans l'objectif d'aider le pays à faire face à son passé nazi.